# Challenger de Calgary 2023
El torneo Calgary National Bank Challenger 2023 fue un torneo de tenis perteneció al ATP Challenger Tour 2023 en la categoría Challenger 75. Se trató de la 4ª edición; el torneo tuvo lugar en la ciudad de Calgary (Canadá), desde el 6 hasta el 12 de noviembre de 2023 sobre pista dura bajo techo.

## Jugadores participantes del cuadro de individuales
| Favorito | País                    | Jugador          | Rank1 | Posición en el torneo |
| -------- | ----------------------- | ---------------- | ----- | --------------------- |
| 1        | Bandera de Alemania     | Dominik Koepfer  | 75    | FINAL                 |
| 2        | Bandera de Australia    | James Duckworth  | 111   | Segunda ronda         |
| 3        | Bandera de Francia      | Benoît Paire     | 126   | Primera ronda         |
| 4        | Bandera de Canadá       | Gabriel Diallo   | 136   | Semifinales, retiro   |
| 5        | Bandera del Reino Unido | Ryan Peniston    | 181   | Primera ronda         |
| 6        | Bandera de Bélgica      | Zizou Bergs      | 184   | 'Cuartos de final     |
| 7        | Bandera de Bélgica      | Kimmer Coppejans | 190   | Primera ronda         |
| 8        | Bandera de Túnez        | Aziz Dougaz      | 232   | Cuartos de final      |

- 1 Se ha tomado en cuenta el ranking del 30 de octubre de 2023.

### Otros participantes
Los siguientes jugadores recibieron una invitación (wild card), por lo tanto ingresan directamente al cuadro principal (WC):
- Justin Boulais
- Liam Draxl
- Dan Martin

Los siguientes jugadores ingresan al cuadro principal tras disputar el cuadro clasificatorio (Q):
- Juan Carlos Aguilar
- Patrick Brady
- Iñaki Montes de la Torre
- Kiranpal Pannu
- Ryan Seggerman
- Enzo Wallart

## Campeones

### Individual Masculino
- Liam Draxl derrotó en la final a  Dominik Koepfer, 6–4, 6–3

### Dobles Masculino
- Juan Carlos Aguilar /  Justin Boulais derrotaron en la final a  Charles Broom /  Ben Jones, 6–3, 6–2